# Birkirkara
Birkirkara, též B'Kara, je město v Centrálním regionu ostrova Malta. S 22 247 obyvateli (březen 2014) je druhým nejlidnatějším městem tohoto ostrovního státu. Město se skládá ze čtyř autonomních farností: St. Helen, St. Joseph, Panny Marie Karmelské a farnosti Panny Marie. Je také sídlem jezuitské koleje Sv. Aloise. Bydlí zde řada významných maltských politických představitelů.

## Historie
Birkirkara je jedním z nejstarších měst na Maltě a v roce 1436 byla v kroníkách uváděna jako největší farnost na Maltě. Různé farností a osady odvozovaly v průběhu let svá jména z názvů předměstí Birkirkary, například Sliema, Saint Julian, Msida, Ħamrun v 19. století a Santa Venera na počátku 20. století. V posledních letech to jsou například San Ġwann (1965) a Hamlet Ta 'l-Ibraġ a lokality Swieqi v roce 1993.

## Významná místa

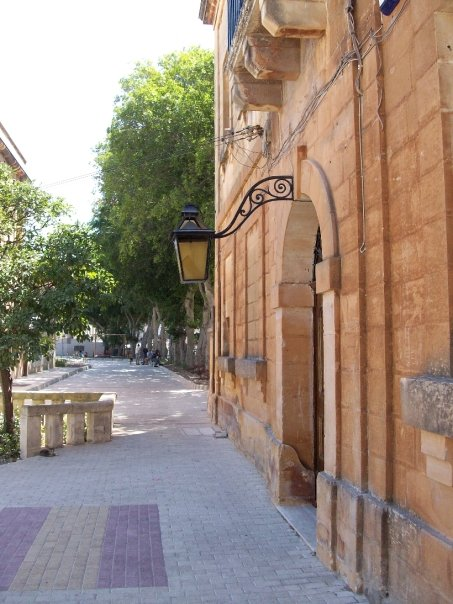
Nádraží Birchircara staré železnice

K řadě zajímavých míst v Birkirkaře patří i stará železniční stanice, kolem níž se dnes nacházejí veřejné zahrady. Vlaky byly na ostrově používány jako dopravní prostředek až do jejich celkového uzavření v roce 1931. K dalším pamětihodnostem patří akvadukt Wignacourt postavený v 17. století a Bazilika Sv. Heleny, ve které je umístěn největší maltský kostelní zvon.